# Daniel Mobaeck
Daniel Mobaeck (* 22. Mai 1980 in Linköping) ist ein schwedischer Fußballspieler. Der Abwehr- und Mittelfeldspieler, der auf der rechten Seite eingesetzt wird, debütierte 2007 in der schwedischen Nationalmannschaft.

## Werdegang

### Karrierebeginn und Durchbruch bei Kalmar FF
Mobaeck spielte in der Jugend bei Edsbruks IF und Mörbylånga GoIF, ehe er zu Kalmar AIK ging, wo er auch im Erwachsenenbereich auflief. 2000 wechselte er als Offensivspieler zu Kalmar FF in die Superettan. Mit dem Klub gelang ihm 2001 der Aufstieg in die Allsvenskan, zu dem er als Stammspieler mit sieben Toren in 29 der 30 Ligapartien beitrug. In der Erstligaspielzeit stand er schließlich in allen 26 Spielen auf dem Platz, trotz seiner erneut sieben Tore verpasste er mit der Mannschaft jedoch den Klassenerhalt.
Auch in der zweiten Liga blieb Mobaeck dem Klub als Leistungsträger erhalten. An der Seite von Spielern wie Daniel Mendes, dem 14 Saisontore gelangen, Lucas Nilsson, Henrik Rydström und Petter Wastå verhalf er mit elf Saisontoren zur direkten Wiederkehr des Klubs aus dem Südosten Schwedens in der schwedischen Eliteserie. In der ersten Liga stellte ihn Trainer Nanne Bergstrand in 22 Spielen auf. Gebremst durch kleinere Verletzungen gelang ihm dabei jedoch nur ein Tor, dennoch schaffte er mit der Mannschaft den Klassenerhalt. Dennoch meldeten mehrere ausländische Klubs in Dänemark und der Niederlande Interesse an einer Verpflichtung an, er entschied sich jedoch zum Wechsel innerhalb der Liga und ging zur Spielezeit 2005 zum IF Elfsborg nach Borås.

### Meistertitel und Nationalmannschaft
Bei seinem neuen Arbeitgeber wankte Mobaeck in der ersten Spielzeit zwischen Startelf und Ersatzbank, so dass er bei 13 seiner 22 Ligaeinsätze den Anpfiff auf dem Spielfeld erlebte. In der folgenden Spielzeit hatte er sich – mittlerweile defensiver ausgerichtet als bei seiner ersten Profistation – als Stammkraft etabliert, einzig eine Verletzung zwang ihn zur Pause, so dass er nur in 17 Spielen zum Gewinn des Lennart-Johansson-Pokals für den schwedischen Landesmeister beitragen konnte.
Folglich wurde auch Nationaltrainer Lars Lagerbäck auf Mobaeck aufmerksam und nominierte ihn für eine Amerikatour der schwedischen Nationalmannschaft zu Beginn des Jahres 2007. Am 14. Januar debütierte er im Nationaljersey, sein erstes Spiel endete mit einer 0:2-Niederlage gegen die venezolanische Nationalmannschaft. Insgesamt bestritt er drei Partien im Laufe des Jahres, konnte sich jedoch nicht längerfristig in der Auswahl festsetzen. Dafür gehörte er bei seinem Verein weiterhin zu den Stammspielern und gewann mit der Mannschaft im März des Jahres durch ein Tor von James Keene den erstmals ausgetragenen Wettbewerb des Supercupen mit einem 1:0-Erfolg über Pokalsieger Helsingborgs IF.
In der Spielzeit 2008 kam er unter Trainer Magnus Haglund in 28 von 30 Saisonspielen zum Einsatz und war auch wegen seiner vier Saisontore einer der Garanten, dass der Klub erneut um den schwedischen Meistertitel mitspielen konnte. Hinter seinem ehemaligen Klub Kalmar FF reichte es zur Vizemeisterschaft und somit zur Qualifikation für die UEFA Europa League. Im August war er dabei abseits des Fußballfeldes negativ aufgefallen, als er nach dem Europapokalqualifikationsspiel gegen den irischen Vertreter St Patrick’s Athletic mit einigen Mannschaftskameraden ausgegangen war und anschließend mit 1,62 Promille Blutalkohol von der Polizei gestoppt wurde. Dennoch meldete KFF nach Saisonende Interesse an einer Rückkehr des Defensivspielers als Ersatz für den in die Niederlande abgewanderten Viktor Elm an, Mobaeck lehnte das Angebot ab. Auch in den folgenden Spielzeiten gehörte er an der Seite von Ante Covic, James Keene und Mathias Florén zu den Stammkräften, die den Klub im vorderen Tabellendrittel etabliert hielten.
In der Spielzeit 2012 fiel Mobaeck längerfristig verletzungsbedingt aus. Unter dem neuen Trainer Jörgen Lennartsson trug er daher nur in zwölf Saisonspielen zum erneuten Gewinn des Meistertitels bei. Nach Saisonende verlängerte der Klub zudem den Vertrag mit dem Spieler bis Ende 2015. Nach einer ebenfalls von Blessuren überschatteten Folgesaison war er in der Spielzeit 2014 unter Trainer Klas Ingesson wieder Stammkraft.